# 卡格拉格帝跨境公园
卡格拉格帝边境公园是南非大型野生生物保护区。公园跨坐于南非和博茨瓦纳的边界，并包含了两座相连的国家公园：
- 南非喀拉哈里大羚羊国家公园
- 博茨瓦纳大羚羊国家公园

公园总面积为38,000km²。接近3/4的部分位于博茨瓦纳境内，1/4的面积则在南非。
卡格拉格帝的意思是“渴望之地”。公园大部分位于南喀拉哈里沙漠内。地形包括了红沙丘、稀疏植被、少量树木，以及诺索布河和澳柏河干涸的河床。据说这两条河流每个世纪仅流一次。然而，河水流经地层，为河床上的草和骆驼刺提供的生命。大雷雨后，河流会短暂流动，引起野生动物的狂欢，它们将成群来到河床，平息最终的干渴。

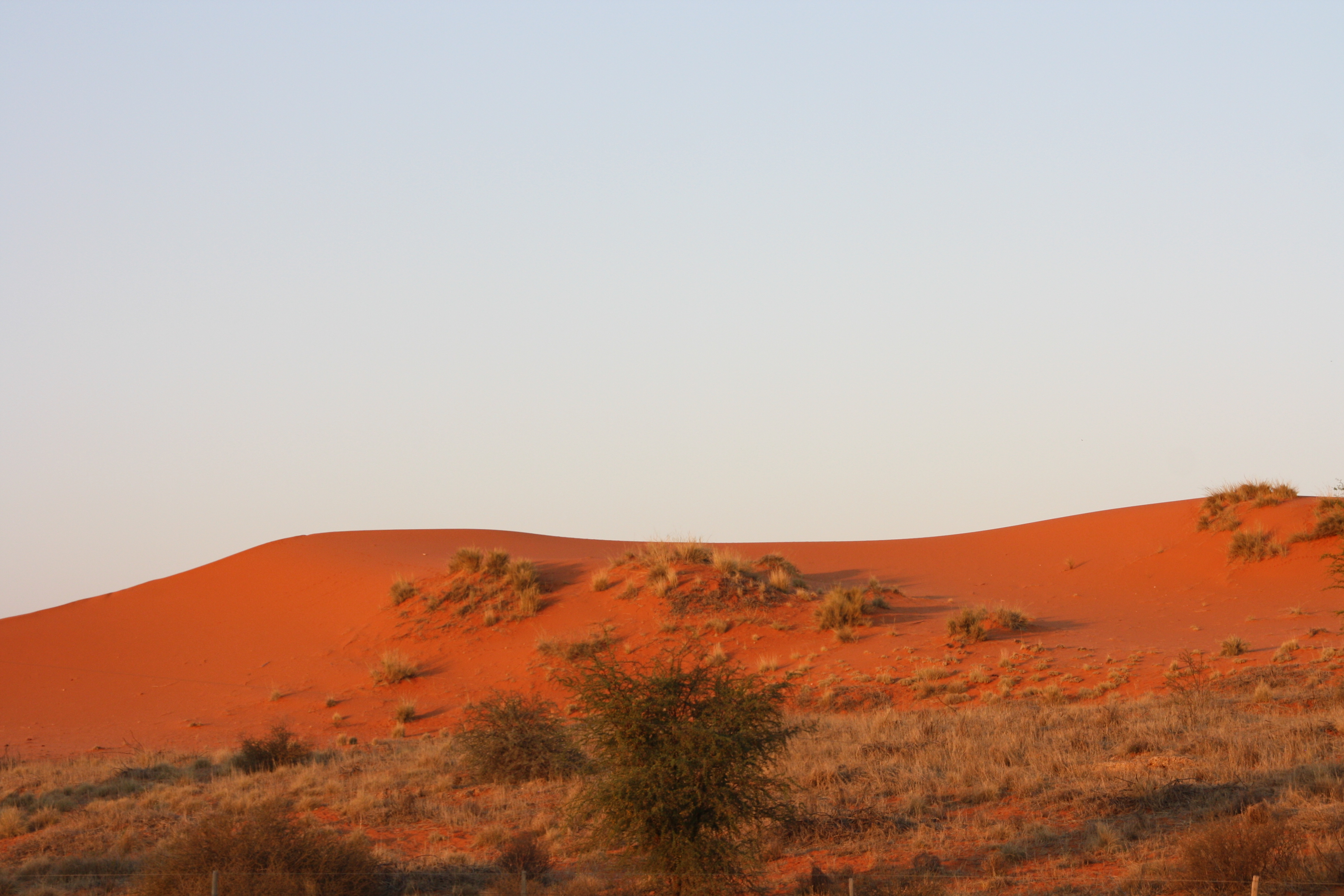
卡格卡格帝-喀拉哈里的红色沙丘
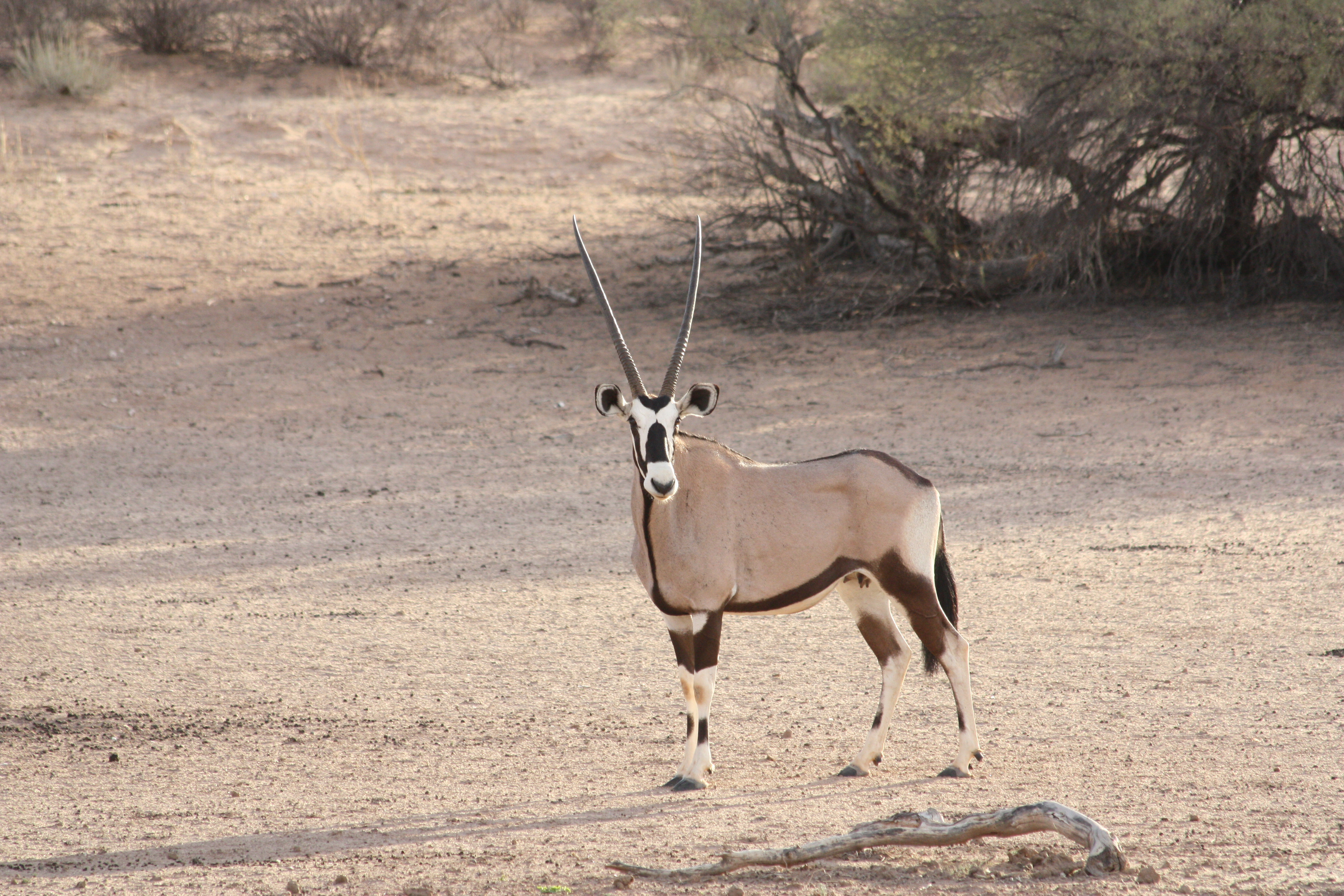
立于干涸河床上的剑羚
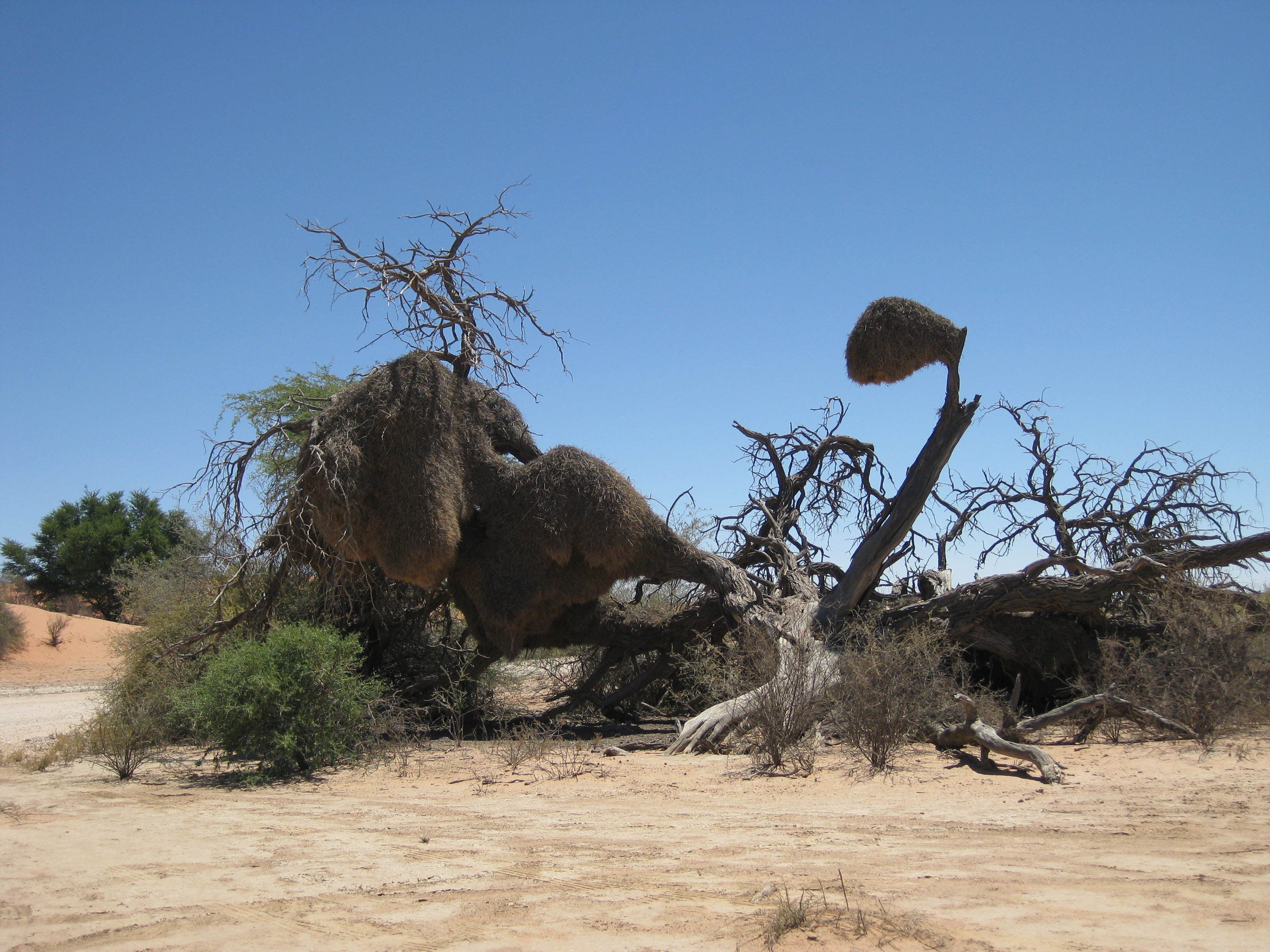
群居的鸟巢
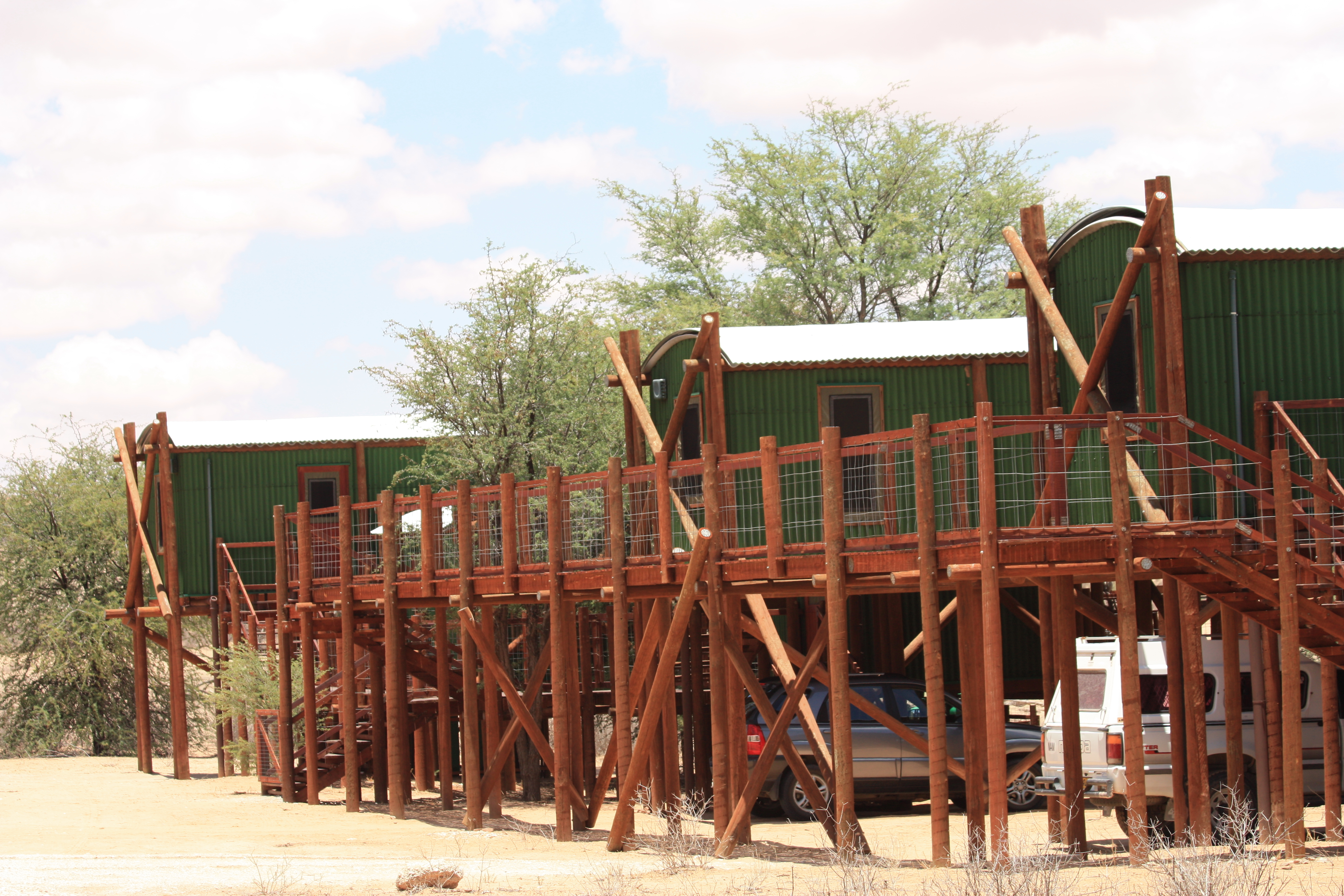
乌平通营

## 野生生物
公园内有数目庞大、多种多样的野生生物。它是大型哺乳类肉食动物的家园，如黑鬃毛喀拉哈里狮子、印度豹、豹、鬣狗。大型食草动物迁徙的牛群如黑尾牛羚、跳羚、伊兰羚羊和赤狷羚，也在公园生活并季节性移动，为食肉动物提供了食物。公园里可观到多达200余种鸟类，包括秃鹰和猛禽类，如老鹰、秃鹰和蛇鹫。

## 气候
喀拉哈里的气候十分极端。1月是南非的仲夏，日温通常会超过40℃（104℉）。冬夜极其寒冷，气温低于零度。记载中的极端气温为-11℃和高达45℃。降水在这个沙漠地区甚为稀少。

## 设施
公园内有三个传统旅游胜地旅舍，被称为“休息营”。这些都是完全酒店式小屋，包括空调、商店和游泳池等便利设施。公园还有6个荒野营地，提供更多的住宿和水。游客需自备食物、饮用水和柴火。

## 历史
南非喀拉哈里大羚羊国家公园始建于1931年7月31日，主要为保护迁徙的猎物，尤其是保护大羚羊免于偷猎。1948年，贝专纳（博茨瓦纳的旧称）保护国和南非联邦之间达成了一项正式的口头协议，在两国相连之地建立一座自然保护区。1992年6月，南非国家公园董事会的代表，以及博茨瓦纳野生生物和国家公园部门，建立起联合管理委员会管理这个单一的生态单元。1997年，管理计划得以起草、评估并核准。双方同意旅游业上的合作，并均摊公园门票。1999年4月7日，博茨瓦纳和南非签署了一份历史上的双边协议，两国管理毗邻的国家公园，将博茨瓦纳的大羚羊国家公园和南非喀拉哈里大羚羊国家公园作为单独的生态单元。两个公园的边界没有物理屏障，虽然它也是两国间的国际边界线。这为动物的自由活动提供了可能。2000年5月12日，博茨瓦纳总统费斯图斯·莫加埃和南非总统塔博·姆贝基正式启动南非首个和平公园——卡格拉格帝跨境公园。

## 文化保护
2002年10月，政府留出580km²的面积，给予原著民布须曼人和米尔部落使用。布须曼人传承地为277.69km²，米尔则为301.34km²。南非国家公园依据合同管理着这片土地。原著民群体保留商业利益和权利，以及将土地作为符号和文化目的的使用。

## 同见
- 大羚羊

- 喀拉哈里沙漠

## 延伸阅读
- South African National Parks website（页面存档备份，存于）

- - Map of the park（页面存档备份，存于）

- Department of Environmental Affairs and Tourism website

- 维基导游上有關卡格拉格帝跨境公园的旅行指南

- Photography and Safari guide to the Kgalagadi Transfrontier Park（页面存档备份，存于）

- !Xaus Lodge - owned and run by the Khomani San and Mier communities（页面存档备份，存于）